# Filozofski vremeplov (XVI. stoljeće)

## 1500-e
- 1508.
  - rodio se Bernardino Telesio (u. 1588.)

## 1520-e
- 1529.
  - rodio se Franjo Petrić (Petric, Petričević) (u. 1597.)

## 1530-e
- 1534.
  - rodio se Pavle Skalić  (u. 1575)
- 1535.
  - umro Thomas More (r. 1478.)
- 1536.
  - umro Erazmo Roterdamski (r. 1467.)

## 1540-e
- 1544.
  - rodio se Torquato Tasso (u. 1595.)
- 1548.
  - rodio se Franciscus Suarez  (u. 1617)
  - rodio se Giordano Bruno (u. 1600.)

## 1550-e
- 1558.
  - umro Julius Caesar Scaliger (r. 1484)

## 1560-e
- 1561.
  - rodio se Francis Bacon (u. 1626.)

## 1570-e
- 1575.
  - umro Pavle Skalić  (r. 1534.)

## 1580-e
- 1583.
  - rodio se Eduard of Cherbury Herbert  (u. 1648.)
- 1588.
  - umro Bernardino Telesio (r. 1508.)
  - 5. travnja - rodio se Thomas Hobbes (u. 1679.)

## 1590-e
- 1595.
  - umro Torquato Tasso (r. 1544.)
- 1596.
  - rodio se Rene Descartes (u. 1650.)
- 1597.
  - 6. veljače - umro Franjo Petrić (Petric, Petričević) (u. 1529.)
- 1600.
  - umro Giordano Bruno (r. 1548.)